# Национальные общества Красного Креста и Красного Полумесяца
Национальные общества Красного Креста и Красного Полумесяца — часть Международного Движения Красного Креста и Красного Полумесяца (вместе с Международным Комитетом Красного креста и Международной Федерацией обществ Красного Креста и Красного Полумесяца). В настоящее время в состав МФКК и КП входит 186 национальных обществ.
В своей работе национальные общества придерживаются основополагающих принципов международного движения Красного Креста и Красного полумесяца, провозглашённых в Вене на ХХ Международной конференции Красного Креста и Красного Полумесяца в 1965 году.

## Основополагающие принципы Красного Креста
Семь основополагающих принципов Движения Красного Креста и Красного Полумесяца предложены доктором Жаном Пикте. Приняты Международной конференцией Красного Креста и Красного полумесяца, состоявшейся в Вене в 1965 году. Это принципы, которыми руководствуются в своей деятельности все Национальные общества Красного Креста и Красного Полумесяца, Международная Федерация обществ Красного Креста и Красного Полумесяца, Международный Комитет Красного Креста. Основополагающие принципы закреплены в преамбуле устава Международного движения Красного Креста и Красного Полумесяца.